# 弗拉迪米爾·鮑里索維奇·別赫捷列夫
弗拉迪米爾·鮑里索維奇·別赫捷列夫（俄語：Влади́мир Бори́сович Бе́хтерев；1973年4月22日—）生於俄羅斯伊熱夫斯克，俄羅斯及吉爾吉斯冬季兩項運動員。國際級體育碩士。